# Tabitha Stevens
Tabitha Stevens (nascuda el 16 de febrer de 1970) és una actriu i directora pornogràfica estatunidenca. Tabitha va començar en el negoci del cinema porno a mitjans dels anys 90, i des d'aleshores ha participat en un centenar de pel·lícules. Tabitha s'ha operat diverses vegades, segons una confessió pròpia, i ella mateixa es descriu com una addicta a la cirurgia plàstica.
En el programa televisiu Dr. 90210 va aparèixer en diverses ocasions, per sotmetre's a cirurgies com; liposucció de cuixes, reposicionament d'implants de galtes, rinoplàstia secundària, implant de mentó. També s'ha sotmès a la poc difosa pràctica de la decoloració anal.
El 13 de març de 2006, va aparèixer en l'espectacle de Howard Stern per promocionar la seva primera pel·lícula no pornogràfica, The Shaman, segons el dictamen del presentador, Howard Stern, possiblement la pitjor pel·lícula mai rodada.
El film es basa parcialment en la improvisació dels actors, i en ell apareix High Pitch Eric caracteritzat com un troll. Al principi, el paper se li va oferir al guionista del Show Howard Stern, Benjy Bronk, i segons sembla incloïa una escena en la qual el personatge defecava, i que posteriorment va caure del guió, i no es va incloure en el muntatge final .
El 25 d'abril de 2006, Stevens va trucar al Show de Howard Stern per explicar que en part, la dura crítica de Stern l'havia portat a retirar-se, i anar a viure a l'estat de Utah, a on té projectat convertir-se en una criadora d'alpaques.